# Federación de Santa Escolástica
La Federación de Santa Escolástica (oficialmente en inglés: Federation of Saint Scholastica) es una federación de monasterios de monjas benedictinas de vida apostólica y de derecho pontificio, que resulta de la unión de varios monasterios benedictinos de Estados Unidos en 1909. A las monjas de este instituto se les conoce como benedictinas de Santa Escolástica y posponen a sus nombres las siglas O.S.B.

## Historia
El origen de la federación se halla en la unión de algunos monasterios benedictinos de los Estados Unidos en 1909, con el fin de dedicarse a las obras de asistencia médica y a la educación, observando la clausura episcopal, que les permitía llevar a cabo su apostolado. Dicha unión fue confirmada y aprobada por la Santa Sede el 25 de febrero de 1922 y sus Constituciones fueron aprobadas definitivamente en 1930. A partir de 1962 entró a formar parte de la Confederación Benedictina, manteniendo, como todos los miembros, la autonomía de la federación y de los monasterios.

## Organización
La Federación de Santa Escolástica está formada por 26 monasterios autónomos de monjas benedictinas, cada monasterio o un conjunto de estos forman un priorato, gobernado por una priora. A la cabeza de la Federación, con el título de presidente, está la priora del monasterio de Oil City, en Pensilvania (Estados Unidos).
Las monjas benedictinas de la federación se dedican a la atención de los enfermos y a la educación de la juventud, viven según la Regla de san Benito, visten un hábito compuesto por una túnica y un velo negro y pertenecen a la Confederación Benedictina. En 2015, el instituto contaba con 696 religiosas y 26 monasterios, presentes en Brasil, Estados Unidos y México.